# 晏甬
晏甬（1916年—2008年9月2日），河南光山人，戏剧家、教育家，1937年毕业于开封河南高中，1938年加入中共，1940年到延安从事文艺创作。曾任中国戏曲学院副院长、党委书记，中国歌舞剧院院长。他在中国戏曲学院时期提出了“书院式教学”的理念。著有剧本集《路漫漫》。

## 简历
- 1951年东北鲁迅文艺学院任教
- 1953年任东北戏曲研究院院长
- 1954年任中国戏曲学校校长
- 1958年任中国戏曲学院副院长、党委书记，中国戏曲研究院副院长
- 1977年至1984年任中国歌舞剧院院长

## 创作作品
- 京剧《红旗谱》、《反徐州》、《陈州粜米》
- 歌剧《贺龙之死》
- 舞剧《牡丹亭》
- 评剧《小姑贤》
- 秧歌剧《钟万财起家》[3]